# هرنس
هُرنُس (به اسپانیایی: Hornos) یکی از دهستان‌های استان خائن در کشور اسپانیا است. این شهر با مساحت ۱۱۷ کیلومتر مربع، ۶۸۵ تن جمعیت دارد.